# Innenballistik
Die Innenballistik beschreibt die Abläufe beim Abfeuern eines Projektils aus einer Schusswaffe im Zeitraum vom Auslösen des Schusses bis zum Austreten des Projektils aus dem Lauf.
Bei der Schussentwicklung wirken zahlreiche Parameter, wobei vor allem Kenngrößen der Thermodynamik, Thermochemie, Strömungsmechanik und Mechanik eine Rolle spielen. Hierbei werden der Druckverlauf des Abbrandes der Treibladung, die Energie der Treibladung, die Lauflänge der Waffe, das Kaliber, die Geschossmasse und die konstruktiven Merkmale der Waffe und gegebenenfalls der Patrone in die Betrachtung einbezogen.
Die für eine bestimmte Waffe günstigste Kombination aus Geschosstyp, Pulvertyp und Pulvermenge kann wegen der zahlreichen bestimmenden Parameter im Allgemeinen nur in Schießversuchen ermittelt werden. Die so ermittelten Daten werden in Form von Ladetafeln veröffentlicht, in denen die zulässigen Pulvermengen, Pulversorten, Maße und Gewichte für jeden Patronentyp aufgeführt werden.

## Schussauslösung
Bei modernen Handfeuerwaffen wird der Schuss ausgelöst, indem nach Betätigen des Abzuges ein Schlagbolzen auf das Zündhütchen im Patronenboden trifft. Die schlagempfindliche Anzündladung im Zündhütchen detoniert durch die Energiezufuhr, es gelangt ein heißer Gasstrahl durch die Zündkanäle zur Treibladung und entzündet diese. Die Treibladung sollte möglichst schnell vollständig zünden. Es gibt verschiedene Typen von Zündhütchen, die entsprechend der Pulvermenge bzw. dem Volumen des Pulverraumes zum Einsatz kommen.

## Beginn der Geschossbewegung

Kinematik innenballistischer Abläufe

Nachdem die Treibladung gezündet wurde, entstehen durch ihre Verbrennung in kurzer Zeit große Mengen heißer Gase. Diese Gase stehen unter Druck und üben eine Kraft {\displaystyle F_{G}} auf den Geschossboden aus, die vom Druck {\displaystyle p} (in Pascal) und der Querschnittsfläche {\displaystyle A} des Geschosses (in Quadratmeter) abhängig ist:

{\displaystyle F_{G}=p\cdot A} (in Newton)

Bei einer Patrone .30-06 mit typischer Laborierung entstehen beispielsweise nach der Zündung innerhalb von 500 Nanosekunden Gase, deren Normalvolumen dem 14000-fachen Volumen der Treibladung entspricht, wobei Temperatur und Druck auf 2700 °C bzw. 3600 bar ansteigen.
Um das Geschoss zu bewegen, ist eine bestimmte Mindestkraft (Ausziehwiderstand) erforderlich, da das Geschoss fest im Hülsenmund sitzt. Dieser Ausziehwiderstand kann bei gegurteten Patronen für vollautomatische Schützenwaffen bis um 1000 N betragen, bei anderen Patronen liegt er in der Regel bei 300 N bis 600 N. Der Druck in der Patrone erhöht sich, bis der Ausziehwiderstand des Geschosses überschritten und das Geschoss bewegt wird. Dabei wirkt der Gasdruck gleichzeitig auf die Hülsenwände und presst diese gegen die Innenwände der Patronenkammer, es kommt zur Liderung. Der Druck auf den Hülsenboden vermag zu diesem Zeitpunkt noch nichts bewirken, da die Patrone noch ein geschlossenes System darstellt.

## Einflussgrößen der Geschossbeschleunigung

Schematische Darstellung der Druckwelle beim Abfeuern eines Projektils mit Überschallgeschwindigkeit

Nachdem das Geschoss aus der Hülse ausgetrieben wurde, bewegt es sich im Übergangskonus zwischen Patronenlager und dem gezogenen Teil des Laufes im sogenannten Freiflug ohne formschlüssige Führung durch den Lauf. Sobald das Geschoss die Hülse verlassen hat, kann der Gasdruck die Patronenhülse nach hinten gegen den Verschluss drücken. Sogenannte Masseverschlüsse nutzen diese Bewegung für die Durchführung des Repetierfunktion der Waffe.
Anschließend erreicht es den gezogenen Teil des Laufes und wird in die Züge gepresst, durch die es den Drall erhält. Je nach Konstruktion kann das Geschoss die Züge bereits erreichen, bevor es vollständig aus der Hülse ausgetreten ist. Erst jetzt kann das Geschoss durch die Arbeitskraft der Pulvergase auf eine Geschwindigkeit gebracht werden, die stark genug ist, einen Gegenimpuls zu erzeugen. Diese Gegenkraft der Beschleunigung wird durch die unter hohem Druck stehenden Gase auf den Patronenboden übertragen, wodurch die Rückstoßwirkung der Waffe einsetzt. Sogenannte Rückstoßlader nutzen diese Kraft für die Repetierfunktion der Waffe. Wenn das Geschoss die Laufmündung passiert hat, wird es noch über eine kurze Strecke von den noch unter hohem Druck stehenden, nachströmenden Pulvergasen beschleunigt, deren schlagartiger Druckausgleich auf den Luftdruck den Mündungsknall erzeugt.
Bei bekannter Lauflänge {\displaystyle s} (in Meter) und bekannter Mündungsgeschwindigkeit {\displaystyle v_{0}} (in Meter pro Sekunde) kann die mittlere Geschossbeschleunigung {\displaystyle a_{G}} errechnet werden:
{\displaystyle a_{G}={\frac {v_{0}^{2}}{2\cdot s}}} (in Meter pro Quadratsekunde)
Aus der Mündungsgeschwindigkeit und der Lauflänge kann auch die Beschleunigungszeit {\displaystyle t} errechnet werden:
{\displaystyle t={\frac {2\cdot s}{v_{0}}}} (in Sekunden)
Die Beschleunigungskraft {\displaystyle F_{B}}, die auf das Geschoss wirkt, kann aus der Geschossmasse {\displaystyle m_{G}} (in Kilogramm) und der Geschossbeschleunigung errechnet werden:

{\displaystyle F_{B}=m_{G}\cdot a} (in Newton)

### Geschosswiderstand und Laufschwingungen
Der Widerstand, den das Geschoss der Beschleunigung entgegensetzt, resultiert nicht allein aus seinem Beharrungsvermögen, sondern auch aus den anderen mechanischen Widerständen, die durch seine Bewegung verursacht werden. In erster Linie sind das der Reibungswiderstand zwischen Geschoss und Laufwandung, aber auch andere Größen wie der Luftwiderstand im Laufinneren oder Laufverformungen, die die Bewegung des Geschosses hemmen. 
Durch die beim Abschuss wirkenden Kräfte wird der Lauf in Schwingung versetzt. Das Ausmaß dieser Schwingungen hat Einfluss auf die mit dem Lauf erreichbare Streuung der Treffer. Der Lauf schwingt in Richtung der Laufseele und in Richtung senkrecht zur Laufseele, ferner wird durch das Gegenmoment des Dralles eine Torsionsschwingung erzeugt. Waffen, die für eine möglichst hohe Schusspräzision ausgelegt sind, wie etwa Scharfschützengewehre, besitzen darum in der Regel schwere Läufe mit deutlich verstärkter Laufwandung.

Bei Geschützen tritt darüber hinaus beim Schuss eine reproduzierbare, systematische Biegung des Rohres nach oben oder nach unten auf, die als Abgangsfehlerwinkel in die Berechnung der Richtdaten eingeht. Die Biegung reicht je nach Bauart typisch von -20' (Bogenminuten) bis etwa +1° 10'.

### Gasdruck und Abbrandverhalten der Treibladung
Das Geschoss wird primär durch den Gasdruck beschleunigt. Es wird bei der Schussentwicklung nicht gleichförmig beschleunigt, da der Druck, den die Treibladung entwickelt, während der Schussentwicklung nicht konstant ist. Der Druck steigt nach der Zündung auf einen Höchstwert und sinkt wieder ab, bis das Geschoss die Mündung passiert. Die zulässige Obergrenze des Druckes wird durch die Festigkeit des Laufes und des Verschlusses bestimmt und darf nicht überschritten werden.
Obwohl der Gasdruck nicht konstant ist, kann vereinfacht das Wirken eines konstanten mittleren Gasdruckes {\displaystyle p_{a}} (in Pascal) angenommen werden, der zu der gleichen Mündungsgeschwindigkeit führen würde. Als Praxiswerte des mittleren Gasdruckes können Werte von etwa 40 % bis 60 % des maximalen Gasdruckes angenommen werden. Eine rein rechnerische Ableitung des mittleren Gasdrucks aus Geschossmasse, Geschossquerschnitt und -beschleunigung ist nicht möglich, da der tatsächliche Geschosswiderstand beim Abschuss nur durch Versuche ermittelt werden kann. Ist der Geschosswiderstand {\displaystyle F_{R}} (in Newton) bekannt, kann der mittlere Gasdruck errechnet werden:
{\displaystyle p_{a}={\frac {1}{A}}\cdot \left({\frac {m_{G}\cdot {v_{0}}^{2}}{2\cdot s}}+F_{R}\right)} (in Pascal)
Der Geschosswiderstand {\displaystyle F_{R}} kann bei bekanntem mittleren Gasdruck {\displaystyle p_{G}} und bekannter Mündungsgeschwindigkeit {\displaystyle v_{0}} errechnet werden:

{\displaystyle F_{R}=A\cdot p_{G}-{\frac {m_{G}\cdot v_{0}^{2}}{2\cdot s}}}

Der Geschosswiderstand verringert den Wirkungsgrad der Energieumsetzung der Treibladung.
Um den Gasdruck und den Gasdruckverlauf an den jeweiligen Waffentyp, den Geschosstyp, die Geschossmasse und die Lauflänge anzupassen, werden Menge und Abbrandgeschwindigkeit der Treibladung auf den jeweiligen Zweck abgestimmt. Die Abbrandgeschwindigkeit von Treibladungspulvern lässt sich über die chemische Zusammensetzung, die Oberflächenbeschaffenheit, die Gesamtoberfläche je Volumeneinheit und die Form der Pulverkörner bestimmen. Verbreitete Formen sind Plättchen, Stäbchen oder Röhrchen mit an den jeweiligen Einsatzbereich angepassten Größen. Die Abbrandgeschwindigkeit kann auch durch Beschichtung der Pulverkörner etwa mit Graphit beeinflusst werden.
Je glatter die einzelnen Pulverkörner sind, je kleiner ihre Oberfläche und je kleiner die Oberfläche des Pulvers pro Volumeneinheit ist (grobe Körnung), deso langsamer verbrennt das Pulver. Schnell abbrennende Pulver sind offensive Pulver, langsamer abbrennende Pulver sind progressive Pulver. Offensive Pulver kommen zum Einsatz, wenn nur ein kurzer Weg zur Geschossbeschleunigung zur Verfügung steht (Kurzwaffen) oder wenn relativ leichte Geschosse aus einer Langwaffe verschossen werden.
Der Druck, den eine Treibladung erzeugt, hängt auch von der Geschossmasse ab. Bei gleichem Kaliber setzt ein schweres Geschoss der Expansion der Treibgase durch seine Masseträgheit einen höheren Widerstand entgegen, so dass sich Druck und Temperatur der Treibgase erhöhen, was bei modernen Nitropulvern die Abbrandgeschwindigkeit und damit die Druckentwicklung weiter erhöhen kann. Das führt unter Umständen zu unerwünscht hohem Gasdruck beim Schuss. Ein leichtes Geschoss führt durch seine geringere Masseträgheit zu einer niedrigeren Druck- und Temperaturentwicklung und so zu einem langsameren Abbrand. Damit kann die Energie der Treibladung unter Umständen weniger effektiv in Geschossenergie umgesetzt werden.
Schwere Geschosse werden darum bevorzugt mit Treibladungen aus progressiven Pulvern abgefeuert, umgekehrt werden für leichte Geschosse eher Treibladungen aus offensiven Pulvern verwendet. Bei kurzen Läufen kommen eher offensive Pulver zum Einsatz, da bei zu langsamer Verbrennung unter Umständen unverbranntes Pulver die Laufmündung verlässt und als Energielieferant verloren geht.

Druckverlauf bei unterschiedlichem Abbrandverhalten, die farbigen Flächen unter den Kurven entsprechen der verrichteten Arbeit (W) und sind idealisiert gleich groß, die Endgeschwindigkeit v ist jeweils gleich.

Der Energiegehalt der Treibladungen ist kaum von ihrem Abbrandverhalten abhängig. Bei gleicher Lauflänge und Pulverladung kann damit ein Geschoss von einem offensiven und einem progressiven Pulver auf die gleiche Geschwindigkeit gebracht werden. Das offensive Pulver erzeugt dabei einen höheren Gasdruck, der aber für einen kürzeren Zeitraum auf das Geschoss wirkt, so dass die verrichtete Arbeit idealisiert die gleiche ist.
Beim Schuss wird etwa ein Fünftel bis ein Drittel der Energie der Treibladung in kinetische Energie des Geschosses umgesetzt. Die übrige Energie geht vor allem durch Wärmeableitung und in Form der Restenergie der Treibladungsgase verloren. Bei Revolvern vermindert der Gasverlust zwischen Trommel und Lauf die Energie der Treibladung zusätzlich.   
Vor allem beim indirekten artilleristischen Schießen hat die Mündungsgeschwindigkeit wesentlichen Einfluss auf die Trefferlage, da sie neben dem Aufsatzwinkel die Schussweite mitbestimmt. Eine reproduzierbare Trefferlage lässt sich nur mit einer möglichst geringen Abweichung der Mündungsgeschwindigkeiten innerhalb einer Serie von Schüssen erreichen. Da auch die Temperatur des Treibmittels Einfluss auf sein Abbrandverhalten und somit die Mündungsgeschwindigkeit hat, geht sie hier in die Berechnung der Richtdaten ein. Bei Festungsgeschützen oder mobilen Großgeschützen wie der Kanone Dora wurden die Treibladungen deshalb zum Teil auch in klimatisierten Räumen oder Kammern gelagert. Während der Einsatzzeit eines Geschützes vergrößert sich das Volumen des Kartuschenlagers im Geschützrohr durch die Einwirkung des Gasdruckes, was den mit einer bestimmten Ladung erreichbaren Gasdruck und damit die Mündungsgeschwindigkeit verringert. Der Einfluss dieser Aufweitung auf die Reichweite wird durch Schießtests ermittelt.
Kartuschenmunition wird in der Regel vor dem Schuss durch den Ladeschützen mit der für den jeweiligen Zweck günstigsten Treibladungsmenge geladen. Die Treibladung wird dabei in Form fertig abgepackter Beutel in die Kartusche gebracht. Mit der vollen Ladung wird nur bei Schussweiten in der Nähe der Maximalschussweite geschossen, um das Geschütz nicht unnötig zu belasten.

#### Gasdruckmessung
Der typische maximale Gasdruck für Handfeuerwaffen liegt etwa zwischen 550 bar (Flinten) und etwa 3900 bar bei Magnum-Jagdpatronen. Die Messung des Gasdrucks kann durch einen Druckstempel erfolgen. Eine seitlich angebohrte Patrone wird dazu in einen Lauf mit einem speziellen, angebohrten Patronenlager geladen. Die seitliche Bohrung wird durch einen Kolben verschlossen, der auf einen Kupferzylinder wirkt. Durch den Gasdruck beim Schuss wird der Kupferzylinder plastisch verformt. Das Maß der Verformung lässt Rückschlüsse auf den maximal aufgetretenen Gasdruck zu.

Der Gasdruck kann auch durch einen Piezo-Sensor gemessen werden, der anstelle des Kupferzylinders benutzt wird. Durch den Druck wird der Piezo-Kristall elastisch verformt. Dabei wird eine dem Druckverlauf proportionale elektrische Spannung erzeugt, aus der neben dem Maximaldruck auch der zeitliche Verlauf des Druckes abgeleitet werden kann.

### Querschnittsbelastung
Die Geschossbeschleunigung {\displaystyle a_{G}} hängt von der Beschleunigungskraft {\displaystyle F_{G}} (in Newton) und der Geschossmasse {\displaystyle m_{G}} (in Kilogramm) ab:

{\displaystyle a_{G}={\frac {F_{G}}{m_{G}}}} (in Meter pro Quadratsekunde)

Die Beschleunigungskraft hängt wiederum vom Gasdruck und der Querschnittsfläche des Geschosses ab. Bei gegebenem Gasdruck, der aus konstruktiven Gründen bestimmte Werte nicht übersteigen sollte, wird die Geschossbeschleunigung und damit die aus einer Waffe erreichbare Mündungsgeschwindigkeit also von der Querschnittsfläche und der Geschossmasse bestimmt. Innenballistisch wäre somit ein leichtes Geschoss mit großer Querschnittsfläche vorteilhaft für das Erreichen einer hohen Mündungsgeschwindigkeit. Die Kenngröße, die das Verhältnis aus Querschnittsfläche und Geschossmasse angibt, ist die Querschnittsbelastung. Ein Geschoss mit geringer Querschnittsbelastung, das durch den Gasdruck leicht beschleunigt werden kann, wird jedoch nach dem Abschuss auch leicht durch den Luftwiderstand wieder abgebremst, was die wirksame Reichweite des Geschosses verringert. Für die meisten Einsatzfälle genügen heute vollkalibrige Langgeschosse, die wegen der günstigen außenballistischen Eigenschaften eine relativ hohe Querschnittsbelastung aufweisen und trotzdem durch Wahl der geeigneten Treibladungsmenge und Lauflänge auf eine praktikabel hohe Mündungsgeschwindigkeit gebracht werden können.
In manchen Einsatzfeldern ist eine Maximierung der Mündungsgeschwindigkeit notwendig, etwa um bei militärischen Waffen eine hohe Durchschlagskraft zu erzielen. Hier kann mit konstruktivem Zusatzaufwand ein günstigerer Kompromiss zwischen dem innen- und außenballistischen Optimum der Querschnittsbelastungen erreicht werden. Eine Möglichkeit ist das Verschießen von Quetschgeschossen oder Stulpengeschossen aus Läufen mit konischer Bohrung. Das Kaliber dieser Läufe ist am Patronenlager am größten und verengt sich bis zur Laufmündung, wobei sich die Bohrung entweder kontinuierlich oder in einem Teilstück des Rohres verengt. Bei der Zündung der Treibladung wirkt der Gasdruck somit auf eine größere Fläche, was eine höhere Geschossbeschleunigung ermöglicht. Gleichzeitig kann das Volumen des Pulverraumes vergrößert werden, da die Hülse wegen des größeren Anfangskalibers größer sein kann. Das Geschoss wird dann bis zum Erreichen der Laufmündung zusammengequetscht, wodurch sich sein Durchmesser verringert und somit die Querschnittsbelastung wie erwünscht erhöht wird.

Konische Läufe kamen nur bei wenigen Panzerabwehrwaffen wie der Panzerbüchse 41 oder der 7,5-cm-PaK 41 zum Einsatz und haben bei Handfeuerwaffen das Experimentalstadium nicht verlassen.

Kampfpanzer-Treibspiegelgeschoss

Eine weitere Möglichkeit, die wirksame Querschnittsbelastung von Geschossen vor und nach dem Abschuss zu verändern, ist die Verwendung von Treibspiegeln. Durch den Treibspiegel weisen die Geschosse eine geringe mittlere Dichte und damit eine innenballistisch günstige niedrige Querschnittsbelastung auf. Dadurch können die Geschosse bei gleichem Gasdruck und gleicher Lauflänge auf deutlich höhere Geschwindigkeiten beschleunigt werden als schwerere massive Geschosse. Nach dem Verlassen des Laufes bleibt der leichte Treibspiegel zurück und das eigentliche, unterkalibrige Geschoss setzt den Flug allein fort. Diese Geschosse sind meist sehr lang und aus sehr dichtem Material, womit sie die für eine hohe Reichweite und Durchschlagswirkung nötige hohe Querschnittsbelastung besitzen. Vor allem bei der Panzerbekämpfung sind Treibspiegelgeschosse Stand der Technik.

## Mündungsgeschwindigkeit und Mündungsenergie

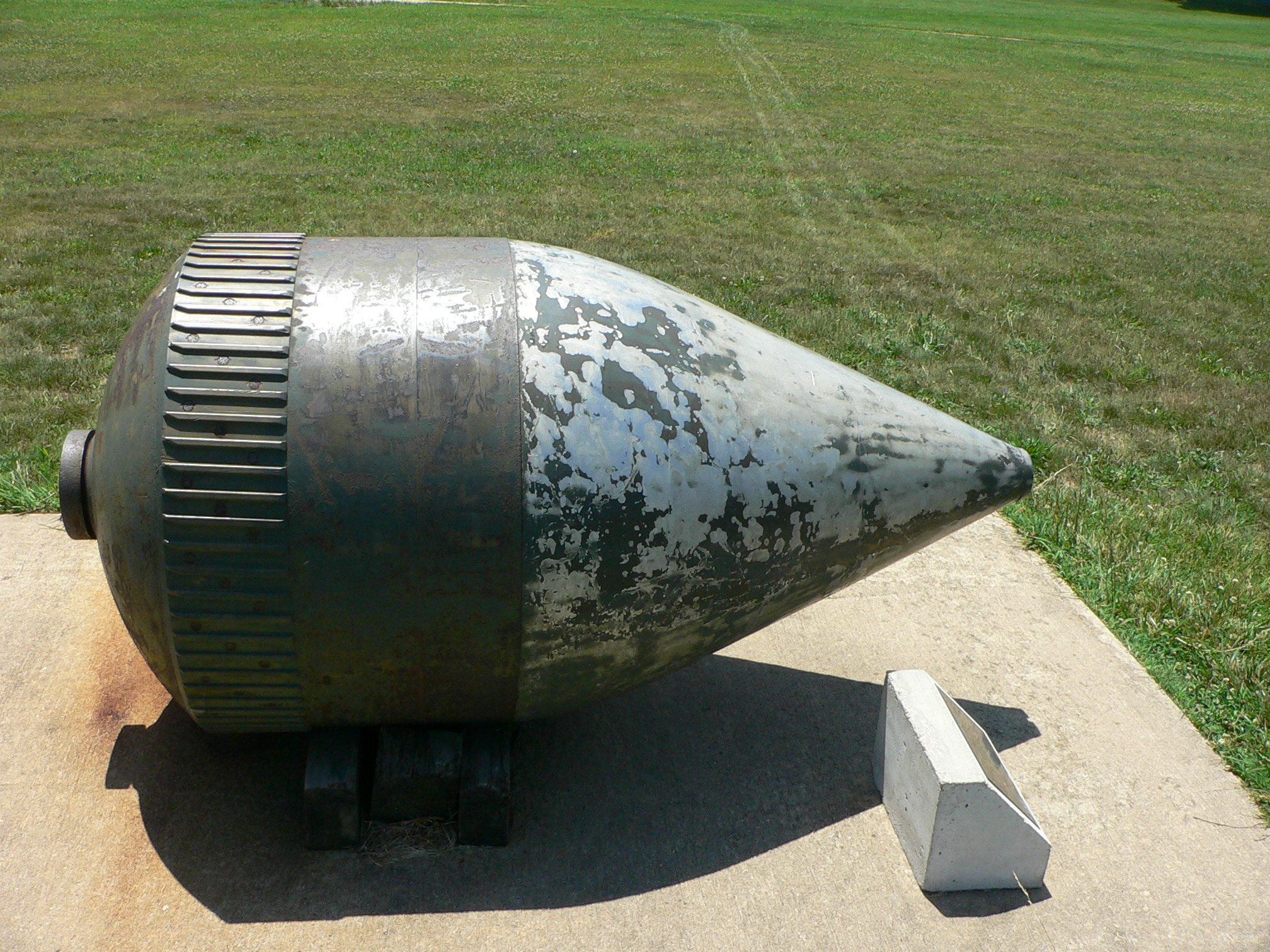
Granate Kal. 914 mm des Mörsers Little David mit Drallführungsring

Die Mündungsgeschwindigkeit {\displaystyle v_{0}} ist abhängig von der Beschleunigung des Geschosses {\displaystyle a_{G}} und der Lauflänge {\displaystyle s}:

{\displaystyle v_{0}={\sqrt {2\cdot a_{G}\cdot s}}}

Die Mündungsenergie ist von der Mündungsgeschwindigkeit und der Geschossmasse abhängig.
Der erreichbaren Mündungsgeschwindigkeit sind bestimmte Grenzen gesetzt. Die Geschossbeschleunigung hängt vom Gasdruck und über die Querschnittsbelastung von der Geschossmasse ab, auch die konstruktive Beschaffenheit von Laufbohrung und Geschoss haben Einfluss auf die Geschossbeschleunigung.
Der Gasdruck kann nicht beliebig erhöht werden, da die Festigkeit von Lauf und Verschluss begrenzt sind, und die Querschnittsbelastung kann nicht beliebig gesenkt werden. Die Lauflänge hat ebenfalls Grenzen, da die Längsstabilität eines Laufes und damit die Schusspräzision nur bis zu einer bestimmten Kaliberlänge mit vertretbarem Aufwand sichergestellt ist. Auch verringert sich die Lebensdauer gezogener Läufe ab einer bestimmten Mündungsgeschwindigkeit überproportional.
Um bei gegebenem Gasdruck und Lauflänge die Mündungsgeschwindigkeit zu erhöhen, muss die Masse des Geschosses verringert werden. Da sich mit der dadurch höheren Geschossbeschleunigung die Beschleunigungszeit verringert, muss eine schneller abbrennende (offensive) Treibladung verwendet werden um den gleichen Gasdruck zu erreichen.
Soll bei gleicher Geschossmasse und Lauflänge die Mündungsgeschwindigkeit erhöht werden, ist eine Erhöhung des mittleren Gasdruckes notwendig. Da sich die Beschleunigungszeit verringert, muss auch in diesem Fall ein offensiveres Pulver verwendet werden. Die Mündungsenergie steigt bei gleicher Geschossmasse quadratisch zur Mündungsgeschwindigkeit, so dass bei einer Verdoppelung der Mündungsgeschwindigkeit das Geschoss die vierfache Mündungsenergie besitzt. Entsprechend müsste für eine Verdoppelung der Mündungsgeschwindigkeit bei gleicher Geschossmasse die Masse der Treibladung idealisiert vervierfacht werden.
Sind Geschossmasse und Gasdruck gegeben, muss zur Erhöhung der Mündungsgeschwindigkeit die Einwirkdauer des Gasdrucks und damit die Lauflänge erhöht werden. Da das Geschoss auch hier eine höhere Mündungsenergie erhält, ist eine entsprechend vergrößerte Treibladung nötig.
Um durch konstruktive Maßnahmen eine höhere Mündungsgeschwindigkeit zu erreichen, wurden neben dem Einsatz von Quetsch- und Treibspiegelgeschossen auch Konzepte umgesetzt, die vor allem eine Verringerung des Geschosswiderstandes {\displaystyle F_{R}} zum Ziel haben. So kann der Geschosswiderstand durch den Einsatz von Geschossen mit Drallführungsringen verringert werden. Diese Ringe besitzen an die Züge des Laufes angepasste Rillen, die das Geschoss in den Zügen führen, wodurch sich die Züge beim Abfeuern nicht mit hohem Widerstand und einhergehendem Verschleiß in die Führungsringe schneiden müssen. Mit solchen Geschossen kann auch die Lebensdauer eines Geschützrohres verlängert werden. Die Herstellung solcher Geschosse ist aufwendig, so dass sie nur bei wenigen Geschütztypen eingesetzt werden.
Um den Geschosswiderstand zu verringern, können auch Schmiermittel eingesetzt werden. Eine neuere Entwicklung ist eine Beschichtung mit dem Trockenschmiermittel Bornitrid (BN) in seiner hexagonalen Variante. Durch Aufbringen von BN-Pulver auf Gewehrgeschosse wird bei Verringerung des maximalen Gasdrucks in der Regel eine Erhöhung der Mündungsgeschwindigkeit und eine Verbesserung der Schusspräzision erreicht. Andere Beschichtungen wie mit Molybdändisulfid, Wolframdisulfid oder mit Schmierfetten (bei Bleigeschossen) dienen demgegenüber vor allem der Verbesserung der Präzision und der Verminderung des Geschossabriebs. Molybdändisulfid muss dabei zusätzlich mit einer Wachsschicht versiegelt werden, da die Substanz zersetzend auf NC-Treibladungen wirken kann.
Manche Flinten besitzen eine Paradox-Bohrung, einen speziellen Choke, bei dem der zuglose, polierte Lauf an der Mündung in ein leicht verengtes Teilstück mit Zügen übergeht. Werden damit Flintenlaufgeschosse abgefeuert, so erreichen diese durch den geringen Geschosswiderstand des glatten Laufes eine höhere Mündungsgeschwindigkeit und bekommen durch die Züge trotzdem einen Drall, was die Präzision verbessert. Solche Läufe kamen ab etwa 1880 zuerst bei schweren Jagdgewehren zum Einsatz, da sie einen günstigen Kompromiss zwischen möglichst hoher Geschossenergie und Präzision boten.

## Treibladungsmenge und Hülsenform
Je mehr Energie ein Geschoss erhalten soll, desto größer muss die Masse der Treibladung sein. Dem Volumen des Pulverraumes sind relativ zur Kalibergröße konstruktive Grenzen gesetzt. Eine Möglichkeit, eine große Treibladung unterzubringen, ist eine Verlängerung des Pulverraumes. Wird der Raum aber zu lang, kann unter Umständen die Treibladung nicht mehr gleichmäßig durchzünden, was zu Energieverlust und Abweichungen bei der Mündungsgeschwindigkeit führen kann.

Leistungsfähige Patronen sind oft flaschenförmig und haben dadurch einen Durchmesser, der über dem der Laufbohrung liegt. Der Pulverraum kann so vergrößert werden, ohne dass die Hülse zu lang wird. An der Hülsenschulter kommt es zu Strömungsverlusten beim Abschuss, die auch dieser Art der Volumenvergrößerung Grenzen setzen.